# Star Trek: Picard/Staffel 2
Dieser Artikel behandelt die ab März 2022 erschienene 10-teilige zweite Staffel der US-Fernsehserie Star Trek: Picard. In der zweiten Staffel nehmen John de Lancie (als Q) und Whoopi Goldberg (als Guinan) ihre Rollen aus Raumschiff Enterprise – Das nächste Jahrhundert wieder auf. Brent Spiner ist in der Staffel als Dr. Adam Soong zu sehen.

## Episoden
| Nr. (ges.) | Nr. (St.) | Deutscher Titel     | Originaltitel      | Erstveröffentlichung USA | Deutschsprachige Erstveröffentlichung (DE, AT, CH) | Regie            | Drehbuch                                                                        | Länge  |
| --- | --------- | ------------------- | ------------------ | ------------------------ | -------------------------------------------------- | ---------------- | ------------------------------------------------------------------------------- | ------ |
| 11 | 1         | Die Stargazer       | The Star Gazer     | 3. März 2022             | 4. März 2022                                       | Doug Aarniokoski | Akiva Goldsman, Terry Matalas                                                   | 54 min |
| Der pensionierte Admiral Jean-Luc Picard weist die romantischen Avancen seiner Hausdame und Personenschützerin Laris eineinhalb Jahre nach dem Tod ihres Partners Zhaban zurück. Nachdem Picard in seiner Rolle als Kanzler der Sternenflottenakademie eine Rede vor einer neuen Klasse von Kadetten – einschließlich seines ehemaligen Mündels Elnor – gehalten hat, besucht er seine alte Freundin und Barkeeperin Guinan, um über seine lebenslange Vermeidung romantischer Beziehungen zu sprechen. Im Weltraum untersuchen Captain Chris Rios und Dr. Agnes Jurati von der USS Stargazer eine Raum-Anomalie, die ein Hilfsgesuch gesendet hat, und mit Picard über den Beitritt zur Föderation verhandeln will. Zu ihnen gesellt sich Seven of Nine, die Rios’ altes Schiff La Sirena fliegt, und eine Flotte von Raumschiffen, darunter auch die USS Excelsior, die Elnor und Picards alten Ersten Offizier Raffi Musiker an Bord hat. Als Picard ankommt, taucht ein Borg-Schiff aus der Anomalie auf und transportiert deren Königin auf die Stargazer. Die Königin beginnt, die gesamte Flotte zu assimilieren, was Picard dazu veranlasst, die Selbstzerstörung der Stargazer einzuleiten. Nach der Explosion wacht Picard in einer anderen Version seines Zuhauses auf und wird dort von dem extradimensionalen Wesen Q begrüßt. |           |                     |                    |                          |                                                    |                  |                                                                                 |        |
| 12 | 2         | Buße                | Penance            | 10. März 2022            | 11. März 2022                                      | Doug Aarniokoski | Akiva Goldsman, Terry Matalas, Christopher Monfette                             | 54 min |
| Picard erfährt, dass er und seine Gefährten sich in einer alternativen Zeitlinie befinden, in der die Menschheit die fremdenfeindliche „Konföderation der Erde“ gebildet hat, die systematisch außerirdische Rassen auslöscht oder versklavt. Picard ist in ihr der höchste Militärbefehlshaber der Konföderation. Ihm wird von Seven of Nine, die in dieser Zeitlinie nicht assimiliert wurde und daher noch Annika heißt, aber doch Präsidentin der Konföderation und mit deren Magistraten verheiratet ist, die Ehre zugeteilt, die letzte Borg-Königin hinzurichten. Die Gruppe kommt wieder zusammen und erfährt von der Borg-Königin, dass die Gruppe die Gründung der Konföderation verhindern kann, wenn sie ins Jahr 2024 nach Los Angeles zurückreist, was aber nur mit Hilfe der Borg-Königin möglich ist. Agnes, Raffi und Elnor übernehmen die Kontrolle über die Kommunikations- und Transportsysteme im Hauptquartier der Konföderation, während Seven und Picard versuchen, die öffentliche Hinrichtung zu verzögern. Als die Menge und der Magistrat nicht länger hinzuhalten sind, schreiten die anderen zur Tat und beamen Picard, Seven, Agnes, Raffi, Elnor und die Königin auf Rios’ Schiff. Sie beginnen bereits die Zeitreise einzuleiten, als sich der Magistrat und die Sicherheitsbeamten ebenfalls an Bord beamen, auf Elnor schießen, ihn verwunden und sich darauf vorzubereiten beginnen, alle wegen Hochverrats hinzurichten. |           |                     |                    |                          |                                                    |                  |                                                                                 |        |
| 13 | 3         | Assimilation        | Assimilation       | 17. März 2022            | 18. März 2022                                      | Lea Thompson     | Kiley Rossetter, Christopher Monfette                                           | 47 min |
| Die kleine Gruppe schafft es, den Magistraten und die anderen Offiziere zu töten. Durch Eingreifen der Borg-Königin gelingt es ihnen auch, Verfolgerschiffe zu zerstören. Ebenfalls mit der Hilfe der Borg-Königin und unter Anwendung eines Parabelfluges um die Sonne, den in früheren Zeiten schon Captain James T. Kirk mit seiner Crew für einen Zeitsprung nutzte, gelangen sie ins Jahr 2024, wo der Ursprung der veränderten Zeitlinie liegen soll. Im Los Angeles dieses Jahres soll es laut der Borg-Königin auch einen sogenannten Wächter geben, der ihnen helfen kann. Elnor stirbt jedoch an den Schussverletzungen. Rios, Seven und Raffi beamen sich nach Los Angeles, und Picard und Agnes Jurati versuchen, zur Borg-Königin durchzudringen, die offline ist, um ihr weitere Informationen zu entlocken. Während sich Seven und Raffi zu einem Hochhaus begeben, um von dort die Gegend besser nach dem Wächter scannen zu können, wacht Rios nach dem Transport in einer Sozialklinik auf, die auch illegale Einwanderer behandelt, und verliert dort seinen Kommunikator. Er freundet sich mit einer Ärztin und ihrem Sohn an, bevor die Klinik von Polizeibeamten gestürmt wird. Agnes gelingt es derweil, sich mit der Borg-Königin zu verbinden und findet, ohne assimiliert zu werden, den Standort des Wächters heraus. |           |                     |                    |                          |                                                    |                  |                                                                                 |        |
| 14 | 4         | Wächter             | Watcher            | 24. März 2022            | 25. März 2022                                      | Lea Thompson     | Travis Fickett (Story), Juliana James (Story & Teleplay), Jane Maggs (Teleplay) | 45 min |
| Picard und Agnes erfahren durch Agnes’ Verbindung zur Borg-Königin, dass die Änderung der Zeitlinie, die sie verhindern müssen, um die dunkle Zukunft der Konföderation zu vermeiden, in drei Tagen am 15. April 2024 stattfinden wird. Picard beamt zu dem Ort, den Agnes von der Königin erfahren hat, und findet eine jüngere Version von Guinan, die ihn nicht kennt und plant, die Erde aufgrund der dunklen Wege der Menschheit zu verlassen. Seven und Raffi suchen nach Rios, der von der Einwanderungsbehörde misshandelt und in einen Schutzbezirk an der US-Grenze gebracht wird. Sie können den Bus, in dem Rios sitzt, mit Hilfe von Agnes verfolgen, die die Königin dazu bringt, bestimmte Teile der La Sirena zu reparieren, um das Beamen zu erleichtern. Nachdem Picard seinen Namen preisgegeben und erklärt hat, dass er nach einem Wächter sucht, führt ihn Guinan zu jemandem, der auch als Aufseher bekannt ist und als Schutzengel für jemanden auf der Erde fungiert. Diese Person sieht aus wie eine menschliche Version von Laris, die sich mit Picard wegteleportiert. Währenddessen nähert sich Q einer Frau, die an der geplanten Europa-Raumflugmission arbeitet. Q versucht, ihr Schicksal zu ändern und ist überrascht, dass ihm das nicht gelingt. |           |                     |                    |                          |                                                    |                  |                                                                                 |        |
| 15 | 5         | Flieg mich zum Mond | Fly Me to the Moon | 31. März 2022            | 1. Apr. 2022                                       | Jonathan Frakes  | Cindy Appel                                                                     | 41 min |
| Die Wächterin Tallinn enthüllt Picard, dass sie damit beauftragt wurde, seine Vorfahrin Renée Picard zu beschützen, dieselbe Frau, die Q zuvor ins Visier genommen hatte. Q wendet sich an Dr. Adam Soong, einen in Ungnade gefallenen Genetiker, der verzweifelt nach einem Heilmittel für die tödliche genetische Krankheit seiner Tochter Kore sucht. Als Gegenleistung für eine Phiole mit Medizin, die Kores Leben retten kann, bittet er Soong, ihm bei der Behandlung von Renée zu helfen. Seven und Raffi holen Rios’ Bus ein und helfen ihm, der ICE-Haft zu entkommen. Zurück auf der La Sirena zapft die Königin die Schiffskommunikation an, um einen Notruf auszusenden und einen Polizisten auf das Schiff zu locken. Agnes erschießt die Königin, um sie daran zu hindern, den Polizisten zu assimilieren, aber die sterbende Königin injiziert Agnes Borg-Nanosonden. Picard ist sich nicht sicher, welche Rolle Renée bei zukünftigen Ereignissen spielen wird, und schickt Agnes los, um eine Gala zu infiltrieren, um sie auszuspionieren. Agnes, die das Bewusstsein der Borg-Königin in sich trägt, lässt sich von den Wachleuten der Gala festnehmen. |           |                     |                    |                          |                                                    |                  |                                                                                 |        |
| 16 | 6         | Die Gala            | Two of One         | 7. Apr. 2022             | 8. Apr. 2022                                       | Jonathan Frakes  | Cindy Appel, Jane Maggs                                                         | 39 min |
| Picard, Tallinn und Rios verwenden falsche Identitäten, die Agnes erstellt hat, um an der Gala teilzunehmen. Agnes schleust diese mit Hilfe der Königin ins System. Bevor Picard sich Renée nähern kann, stellt sich ihm Soong in den Weg und alarmiert das Sicherheitspersonal. Agnes und die Königin sorgen für eine Ablenkung, indem sie durch einen EMP das Licht ausschalten und dann ein Jazz-Cover von „Shadows of the Night“ singen. Der daraus resultierende Endorphinschub in Agnes’ Gehirn beseitigt die letzte Barriere für die Königin und ermöglicht ihr, Agnes vollständig zu übernehmen. Picard findet Renée alleine in einer Raumfahrtausstellung und überzeugt sie, die Mission anzutreten, indem er eine Erinnerung an seine Mutter Yvette mit ihr teilt, die ihn drängt, die Galaxie zu erkunden. Soong sieht Renée und Picard nach draußen gehen und versucht, Renée mit seinem Auto zu überfahren. Picard rettet sie, indem er sie aus dem Weg stößt, und wird dabei selbst angefahren. Tallinn, Seven, Raffi und Rios bringen Picard zu Teresas Klinik. Soong eilt nach Hause und schimpft wie wahnsinnig, bevor er ins Bett geht. Kore untersucht seine Forschungsnotizen und erfährt, dass sie der letzte von Dutzenden von Klonen ist, die von Soong erstellt wurden, und dass alle anderen starben. In Teresas Klinik beschließt Tallinn, in den Verstand des komatösen Picard einzudringen, um ihn wieder zu Bewusstsein zu bringen. Die Königin, im Körper von Agnes, geht alleine in die Nacht. |           |                     |                    |                          |                                                    |                  |                                                                                 |        |
| 17 | 7         | Monster             | Monsters           | 14. Apr. 2022            | 15. Apr. 2022                                      | Joe Menendez     | Jane Maggs                                                                      | 46 min |
| In seinem Kopf durchlebt Picard einen Teil einer Erinnerung aus seiner Kindheit, als sein anscheinend missbräuchlicher Vater Maurice Picards jüngeres Ich und seine Mutter Yvette durch das Haus jagte. Tallinn hilft Picard zu erkennen, dass seine Mutter tatsächlich mit einer Geisteskrankheit zu kämpfen hatte und Maurice nur versuchte, sie und Picard zu beschützen. Picard erwacht aus seinem Koma und Tallinn enthüllt, dass sie tatsächlich Romulanerin und möglicherweise Laris’ Vorfahrin ist. Picard vermutet, dass Q einen persönlichen Anteil an seinem „Prozess“ haben könnte und bittet Guinan, Q mit einem El-Aurian-Ritual zu beschwören. Das Ritual schlägt fehl, als ein FBI-Agent die Bar betritt und sie festnimmt, basierend auf Überwachungsaufnahmen, die zeigen, wie Picard seinen Transporter benutzt. Rios bringt Teresa und ihren Sohn heimlich auf die La Sirena und gesteht, dass er Raumfahrer ist. Raffi und Seven entdecken, dass die Schiffscomputer mit Borg-Verschlüsselungscodes sabotiert wurden und beginnen, Agnes zu verfolgen. Sie finden eine Bar, in der sie ein Fenster eingeschlagen hat, und stellen fest, dass die Königin versucht, mehr Endorphine in Agnes zu erzeugen, bis sie genug Kraft hat, um Menschen zu assimilieren und zu einer neuen Borg-Königin zu werden. |           |                     |                    |                          |                                                    |                  |                                                                                 |        |
| 18 | 8         | Gnade               | Mercy              | 21. Apr. 2022            | 22. Apr. 2022                                      | Joe Menendez     | Cindy Appel, Kirsten Beyer                                                      | 48 min |
| Welles versucht, Picard und Guinan dazu zu bringen, zu gestehen, Außerirdische zu sein. Er trennt sie voneinander, und Guinan wird von Q besucht, der erklärt, dass er im Sterben liegt und dass der „Prozess“ ein letzter Versuch ist, seinem eigenen Leben einen Sinn zu geben. Er stellt fest, dass alle Menschen in der Vergangenheit stecken und Guinan benutzt eine Astralprojektion, um diese Botschaft mit Picard zu teilen. Welles enthüllt, dass er als Kind auf Aliens gestoßen ist und dachte, sie wollten ihn töten, aber Picard erklärt, dass dies Vulkanier waren, die nur versucht haben, seine Erinnerungen zu löschen. Welles ist gezwungen, Picard und Guinan freizulassen, nachdem ihn das FBI wegen illegaler Ermittlungen entlassen hat. Währenddessen finden Raffi und Seven die Borg-Königin, die Auto- und Handybatterien sammelt, um Juratis Körper zu modifizieren und die Fähigkeit zum Assimilieren zu erlangen. Sie greift die beiden an, aber ein Rest von Agnes’ Bewusstsein bringt die Borg-Königin dazu, sie zu verschonen. Nachdem Kore von ihrer wahren Natur erfahren hat, verlässt sie ihren Vater mit Hilfe von Q. Die Borg-Königin überzeugt Soong, dass er sein Vermächtnis retten kann, indem er ihr hilft, die La Sirena zu stehlen und ihr so ermöglicht, die Galaxie zu erobern. Soong stellt ihr eine Gruppe Söldner zur Verfügung, die sie in Borg-Drohnen umwandelt. |           |                     |                    |                          |                                                    |                  |                                                                                 |        |
| 19 | 9         | Das Versteckspiel   | Hide and Seek      | 28. Apr. 2022            | 29. Apr. 2022                                      | Michael Weaver   | Matt Okumura, Chris Derrick                                                     | 50 min |
| Picard schickt Raffi und Seven, um La Sirena zu beschützen, während er und Tallinn Soong und die Drohnen ablenken. Mit Hilfe eines Hologramms von Elnor, das Agnes programmiert hatte, eliminieren Raffi und Seven die Borg, die geschickt wurden, um sie zu töten, aber die Königin überträgt ihre Fähigkeiten von ihrem ursprünglichen Körper in ihren neuen, löscht Elnors Hologramm und verwundet Seven lebensgefährlich. Picard befiehlt Rios, Teresa und ihren Sohn in Sicherheit zu bringen, und unterbricht dann das Signal des Transporters, um ihn zu schützen. Er und Tallinn gehen in die Tunnel unter dem Schloss, wo Picard sich daran erinnert, wie er nach einem Versteckspiel den Selbstmord seiner Mutter nicht verhindern konnte, und Tallinn ihm hilft, dieses Trauma zu verarbeiten. Soong treibt sie in die Enge, aber Rios erscheint, der das Signal reparieren konnte, und zwingt ihn zur Flucht. Agnes gelingt es, die Königin davon zu überzeugen, dass das Streben nach Perfektion durch Eroberung zur erneuten Zerstörung der Borg führen würde. Die Königin heilt Seven und bietet einen Deal an: Sie und Agnes werden La Sirena übernehmen und ein Borg-Kollektiv aufbauen, diesmal aber durch Zusammenarbeit anstatt Eroberung. Die Königin warnt Picard auch, dass es "zwei" Versionen von Renée geben muss: eine, die die Europa-Mission fliegen wird, und eine, die sterben wird. |           |                     |                    |                          |                                                    |                  |                                                                                 |        |
| 20 | 10        | Abschied            | Farewell           | 5. Mai 2022              | 6. Mai 2022                                        | Michael Weaver   | Christopher Monfette, Akiva Goldsman                                            | 48 min |
| Picard erkennt, was die Botschaft der Königin bedeutet: Tallinn muss sich opfern, um Renées Überleben zu sichern. Er versucht sie aufzuhalten, aber Tallinn spricht ihm das Recht ab, über ihr Leben zu entscheiden. Sie verwendet eine holografische Verkleidung, um mit Renée die Plätze zu tauschen, und kann damit Soongs Versuch vereiteln, Renée mit einem Neurotoxin zu ermorden. Picard findet die sterbende Tallinn und tröstet sie, während Renée erfolgreich zur Europa-Mission aufbricht. Kore hat sich von ihrem „Vater“ Dr. Soong abgewandt und löscht dessen Forschungsergebnisse in seinen Computern. Danach wird ihr von einem Reisenden, der sich als Wesley Crusher vorstellt, angeboten sich den Reisenden anzuschließen. Obwohl dies nicht ungefährlich sei, stimmt sie zu. Q erklärt Picard die Motive seiner Zeitmanipulation: Angesichts seines eigenen bevorstehenden einsamen Todes wollte er verhindern, dass es Picard ebenso ergeht. Obwohl Q es bestreitet, vermutet Picard, dass Q ihn auf eine unbekannte Katastrophe in der Zukunft vorbereitet, indem er ihm half, die Dämonen seiner Vergangenheit zu überwinden. Rios beschließt, bei Teresa in der Vergangenheit zu bleiben. Q nutzt dann seine verbleibende Kraft, um Picard, Seven und Raffi in ihre eigene Zeit auf die Stargazer zurückzuschicken und Elnor wiederzubeleben. Picard stoppt die Selbstzerstörung des Raumschiffes und die Borgkönigin gibt sich daraufhin als Agnes zu erkennen. Sie erklärt, dass die Borg das Auftauchen eines Trans-Warp-Kanals im Weltraum vorausgesehen haben, dessen Explosionsenergie nur mittels der vereinten Schilde der Föderationsschiffe abgefangen werden kann. Agnes beantragt für die Borg die vorläufige Aufnahme in die Föderation, um den Trans-Warp-Kanal zu überwachen und zu untersuchen. Picard geht zurück zu seinem Schloss, findet Laris und gesteht ihr seine Gefühle. |           |                     |                    |                          |                                                    |                  |                                                                                 |        |

## Rezeption
Für Florian Schmid im nd ist die zweite Staffel „ein Stück globaler Massenunterhaltung, die auch zahlreichen unpolitisierten Trekkie-Fans ein Narrativ nahebringt, in dem es cool und vor allem unumgänglich ist, gegen den Faschismus zu kämpfen. Das Diverse, das Nicht-Heterosexuelle, das Solidarische, das Antifaschistische ist die gemeinsame Zukunft, um die kollektiv gerungen werden muss.“